# Манастиреа Кашин (Бакау)
Манастиреа Кашин (рум. Mãnãstirea Caşin) насеље је у Румунији у округу Бакау у општини Манастиреа Кашин. Општина се налази на надморској висини од 373 m.

## Становништво
Према подацима из 2011. године у насељу је живело  становника.